# وهم في المرآة (فلم)
وهم في المرآة فيلم مغربي من إخراج حميد بناني و بطولة عبد الله ديدان، عمر شنبوط، مليكة العمري.

## القصة
الفيلم مستوحى من قصة شعبية خيالية في عالم ألف ليلة وليلة حول عزيزة، اليتيمة الأبوين، التي يتكفل عمها بتربيتها، فتترعرع مع ابن عمها في منزل واحد، وعند بلوغ سن الزواج تقرر العائلة تزويجهما، لكن عزيز يختفي ليلة الزفاف، ففي طريق عودته للبيت، ارتأت له امرأة حسناء، سلبت عقله وملكت قلبه، مما أثر على علاقته بزوجته، ولن يستفيق من حلمه الكاذب إلا بعد فوات الأوان.